# Strands IF
Maillots
Le Strands Idrottsförening, ou Strands IF, est un club de football suédois basé à Hudiksvall (Hälsingland). Il évolue actuellement en Division 4 Herrar, soit le 6e échelon du football suédois. 

## Historique
À la création de l'Allsvenskan, en 1924, le club ne put intégrer le tout nouveau championnat national. Dès lors, comme une grande majorité des clubs du Norrland, il participe l'année suivante au Norrländska Mästerskapet dont il fut le premier vainqueur. Cette victoire restera sans suite, puisque dès la saison 1926, le club obtient l'autorisation de rejoindre le giron national et ne jouera plus en Championnat du Norrland.
Au cours de la saison 1934/1935, le club d'Hudiksvall participe pour la première fois au championnat de 3e division Suédoise. Cela reste jusqu'à présent le plus haut niveau auquel a évolué le Strands IF.

## Palmarès
- Norrländska Mästerskapet 1925